# コロコロ山古墳
コロコロ山古墳（コロコロやまこふん）は、奈良県桜井市阿部にあった古墳。形状は方墳。出土金銅製刀子は桜井市指定有形文化財に指定されている。現在では墳丘は失われている。

## 概要
| 古墳名         | 石室 | 築造時期    | 史跡       |
| -------------- | ---- | ----------- | ---------- |
| コロコロ山古墳 |      | 6c末-7c初   | なし       |
| 谷首古墳       |      | 7c初-7c前半 | 県史跡     |
| 文殊院東古墳   |      | 7c前半      | 県史跡     |
| 艸墓古墳       |      | 7c中        | 国史跡     |
| 文殊院西古墳   |      | 7c後半      | 国特別史跡 |

奈良盆地南部、メスリ山古墳から傾斜する丘陵上に築造された大型方墳である。1984年（昭和59年）に発見され、1985年（昭和60年）に発掘調査が実施されている。
墳形は方形で、一辺30メートル・高さ3メートルを測った。墳丘外表で葺石・埴輪は認められていないが、南辺・西辺では帯石が検出されている。埋葬施設は大型の両袖式横穴式石室で、南方向に開口した。石室内の様相からは追葬が認められており、初葬時・追葬時の副葬品が多数検出されている。また墳丘東隅では小型の小石室も認められている。
築造時期は、古墳時代後期-終末期の6世紀末-7世紀初頭（または6世紀後半）頃と推定され、7世紀中葉頃の追葬が想定される。阿部丘陵では本古墳のほかにも巨石墳として谷首古墳・艸墓古墳・文殊院西古墳などが知られるほか、周辺の遺跡では大型建物跡も検出されており、古代氏族の阿倍氏との関係性が指摘される。その中でも本古墳は、阿部丘陵の横穴式石室方墳としては最古級になるとして注目される。
出土品のうち金銅製刀子は2000年（平成12年）に桜井市指定有形文化財に指定された。現在では石室はメスリ山古墳の裾部に移築保存されている。

## 遺跡歴
- 1984年（昭和59年）、古墳として発見[2]。
- 1985年（昭和60年）、発掘調査（桜井市教育委員会、1985年に概要報告）[2]。
- 1987年（昭和62年）、石室を移築保存[2]。
- 2000年（平成12年）6月12日、金銅製刀子が桜井市指定有形文化財に指定[4]。

## 埋葬施設

移築石室俯瞰図

移築石室展開図

埋葬施設としては墳丘中央部において両袖式の横穴式石室が構築されており、南方向に開口した。石室の規模は次の通り。
- 石室全長：11メートル
- 玄室：長さ5.5メートル、幅2.2メートル、高さ2.8メートル以上
- 羨道：長さ5.5メートル、幅1.4メートル、高さ2メートル以上

玄室内では、扁平な石を敷いた初葬面が、その上に追葬面が認められている。
中心埋葬の石室とは別に、墳丘東側では小型の石室が認められている。無袖式石室で、長さ1.8メートル・幅0.6メートルを測る。石室内からは須恵器坏蓋が、石室外からは須恵器坏身・坏蓋が検出されている。

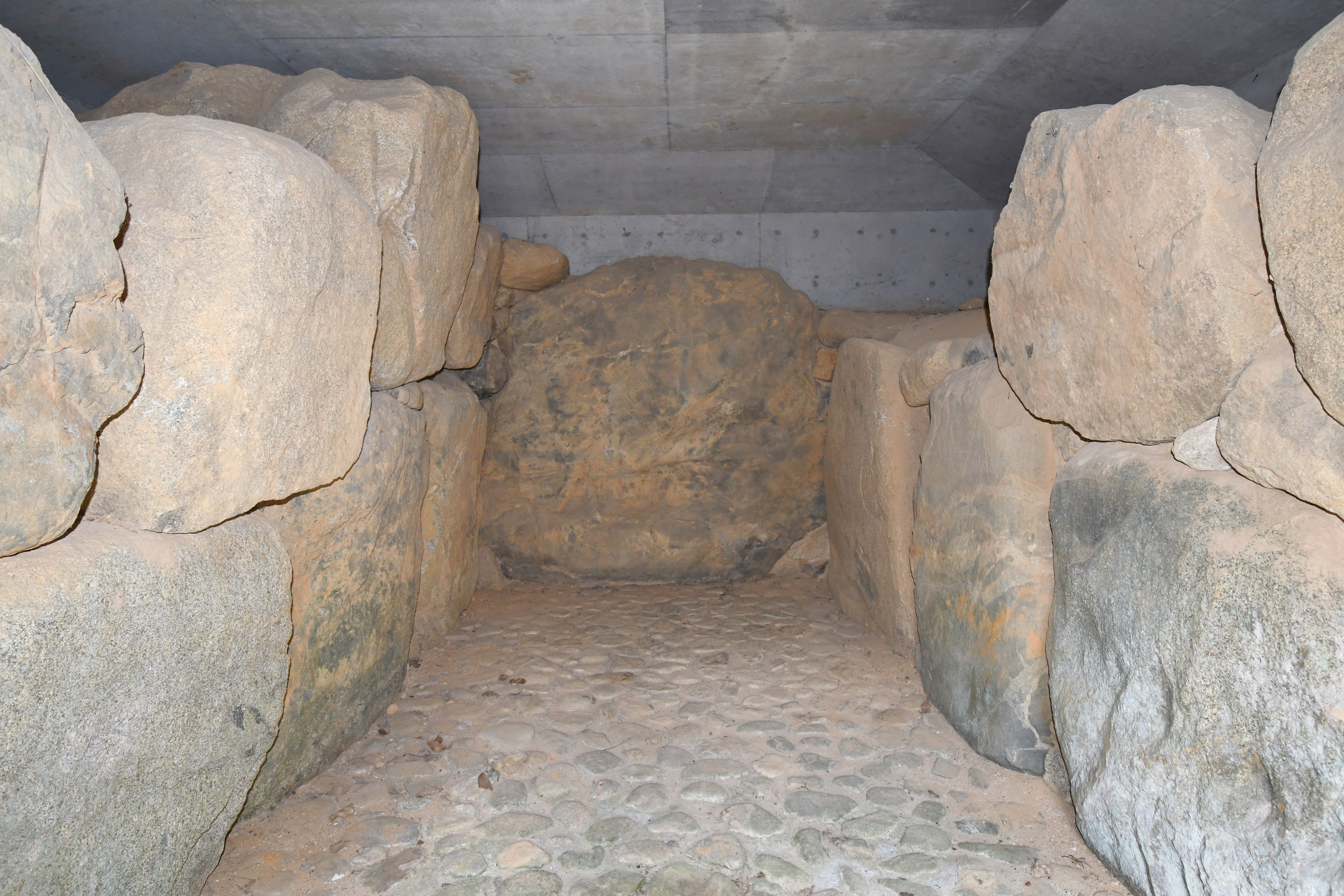
玄室（奥壁方向）
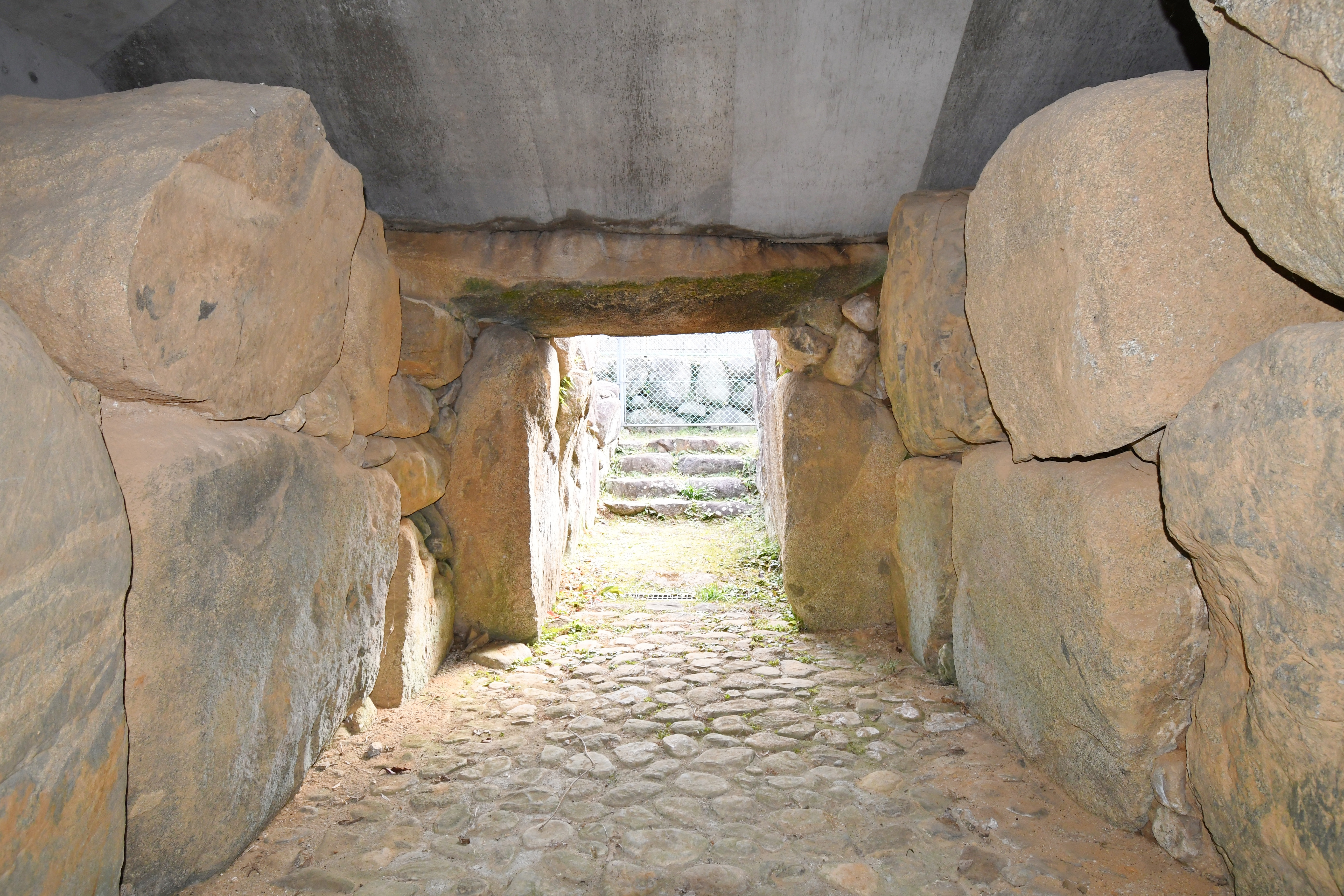
玄室（開口部方向）
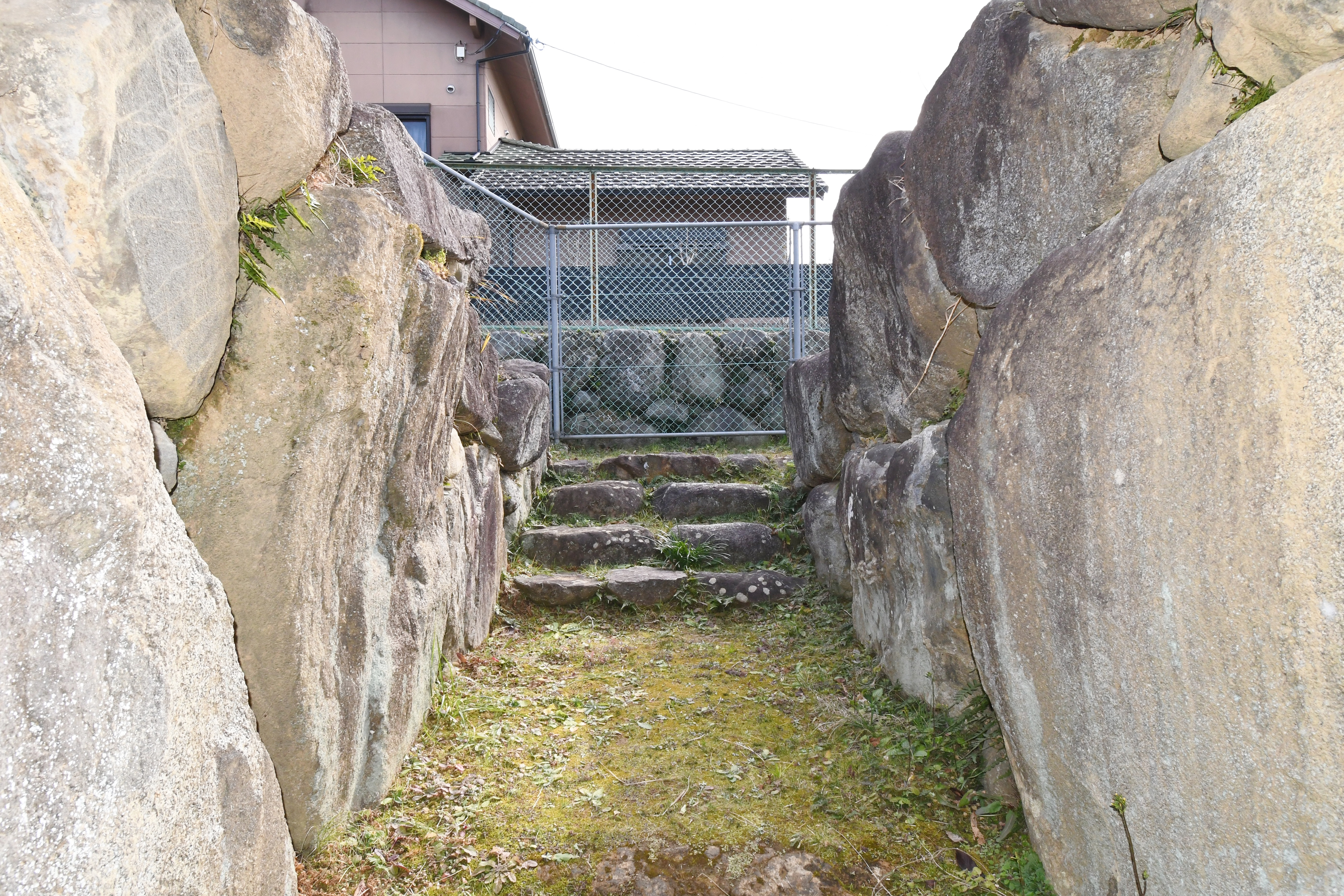
羨道（開口部方向）
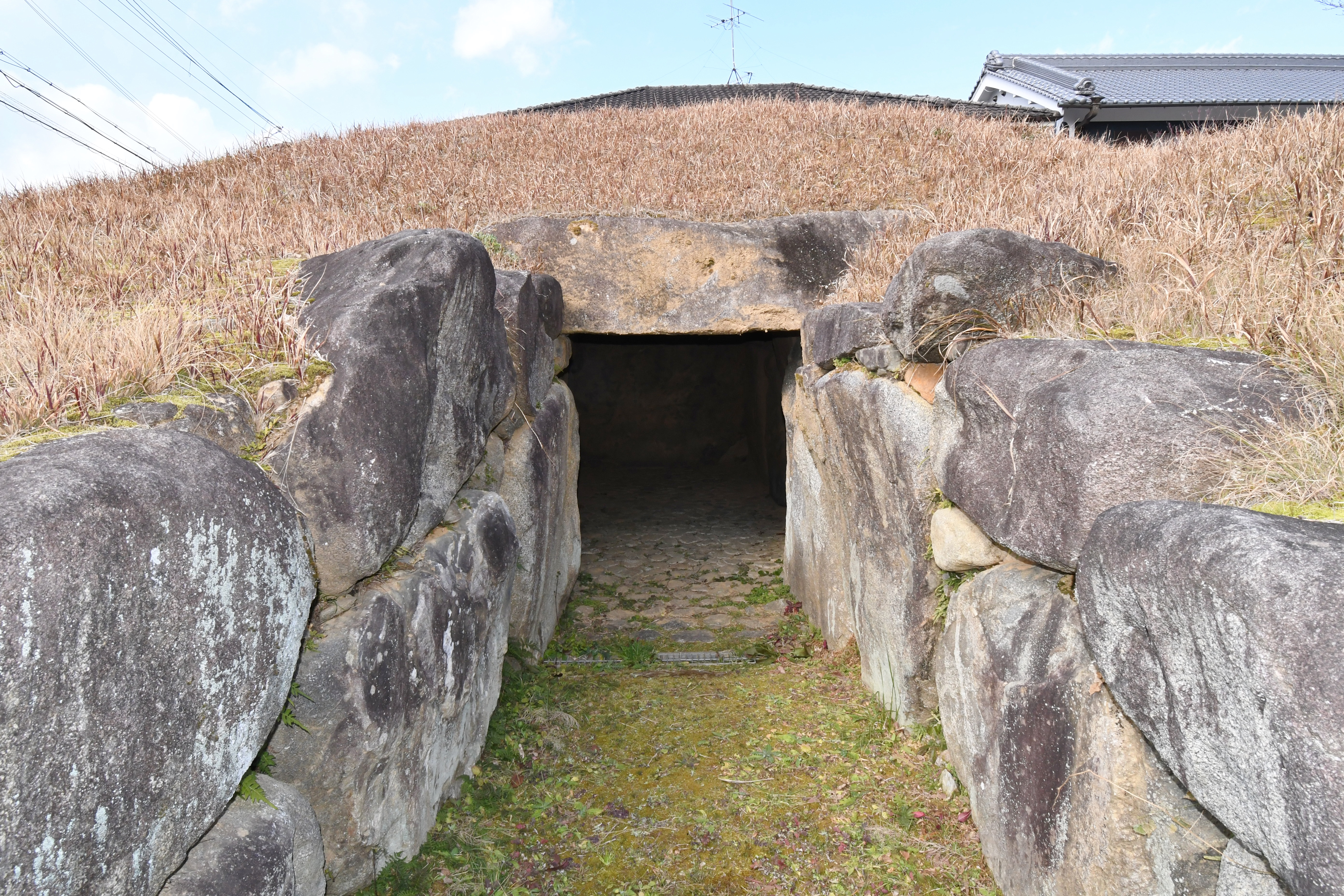
羨道（玄室方向）

## 出土品
石室内で検出された初葬時の副葬品としては耳環・ピンセット状鉄製品・鍔などがあり、追葬時の副葬品としては鉄釘・金銅製刀子・鉄斧・円環状鉄器などがある。特に金銅製刀子は、長さ18.2センチメートル・幅0.8センチメートルを測る刃部が無い模擬刀子で、緩やかに蛇行するという、珍しい副葬品になる。

## 文化財

### 桜井市指定文化財
- 有形文化財
  - コロコロ山古墳出土の金銅製刀子（考古資料） - 桜井市立埋蔵文化財センター保管。2000年（平成12年）6月12日指定[5][4]。

## 関連文献
（記事執筆に使用していない関連文献）
- 『桜井市埋蔵文化財概報 1985-1』桜井市教育委員会、1985年。